# Silo de Zuera
El silo de Zuera es un antiguo silo de grano situado en el municipio español de Zuera, en la provincia de Zaragoza. Se encuentra ubicado junto a las vías del tren y la estación de ferrocarril.

## Historia
Su construcción respondió a una premeditada organización para el almacenamiento de cereal, dentro de la política implementada por el régimen franquista a través del Servicio Nacional del Trigo. Entró en servicio en 1957 y contaba con una capacidad de almacenamiento de 3.250 toneladas. Con posterioridad, el silo zufariense pasaría a manos del Servicio Nacional de Cereales en 1969 y, dos años después, del Servicio Nacional de Productos Agrarios (SENPA). 